# Della Martina & Gervasoni
La Della Martina & Gervasoni è stata una ditta produttrice di mobili in giunco. La sua sede era a Udine in via Gorghi, 7.
La Della Martina & Gervasoni fu fondata nel 1925 da Giovanni Gervasoni (1902-1977), che rilevò la Premiata Società friulana per l'industria dei vimini associandosi con Danilo della Martina. L'azienda cominciò a distribuire i suoi prodotti su tutto il territorio nazionale, dopo aver ammodernato le proprie attrezzature e acquistato macchinari innovativi per la curvatura a vapore della canna e l'essiccazione. Grazie alla collaborazione con artisti e architetti e al sostegno dell'ENAPI (Ente nazionale per l'artigianato e le piccole industrie) vennero realizzati nuovi modelli che ottennero riconoscimenti alla Triennale di Milano, alla Fiera campionaria di Milano e alla Fiera nazionale dell'artigianato di Firenze. Nel 1929 una culla disegnata dall'architetto Ottorino Aloisio e realizzata per l'Opera Nazionale Dopolavoro nel 1928 vinse la medaglia d'oro al concorso ENAPI per l'ammobiliamento e l'arredamento economico della casa popolare. Nei primi anni Trenta la ditta ottenne l'esclusiva per la fornitura di mobili in giunco per le navi varate nei cantieri di Venezia, Genova e Monfalcone.